# Evergreen International Airlines

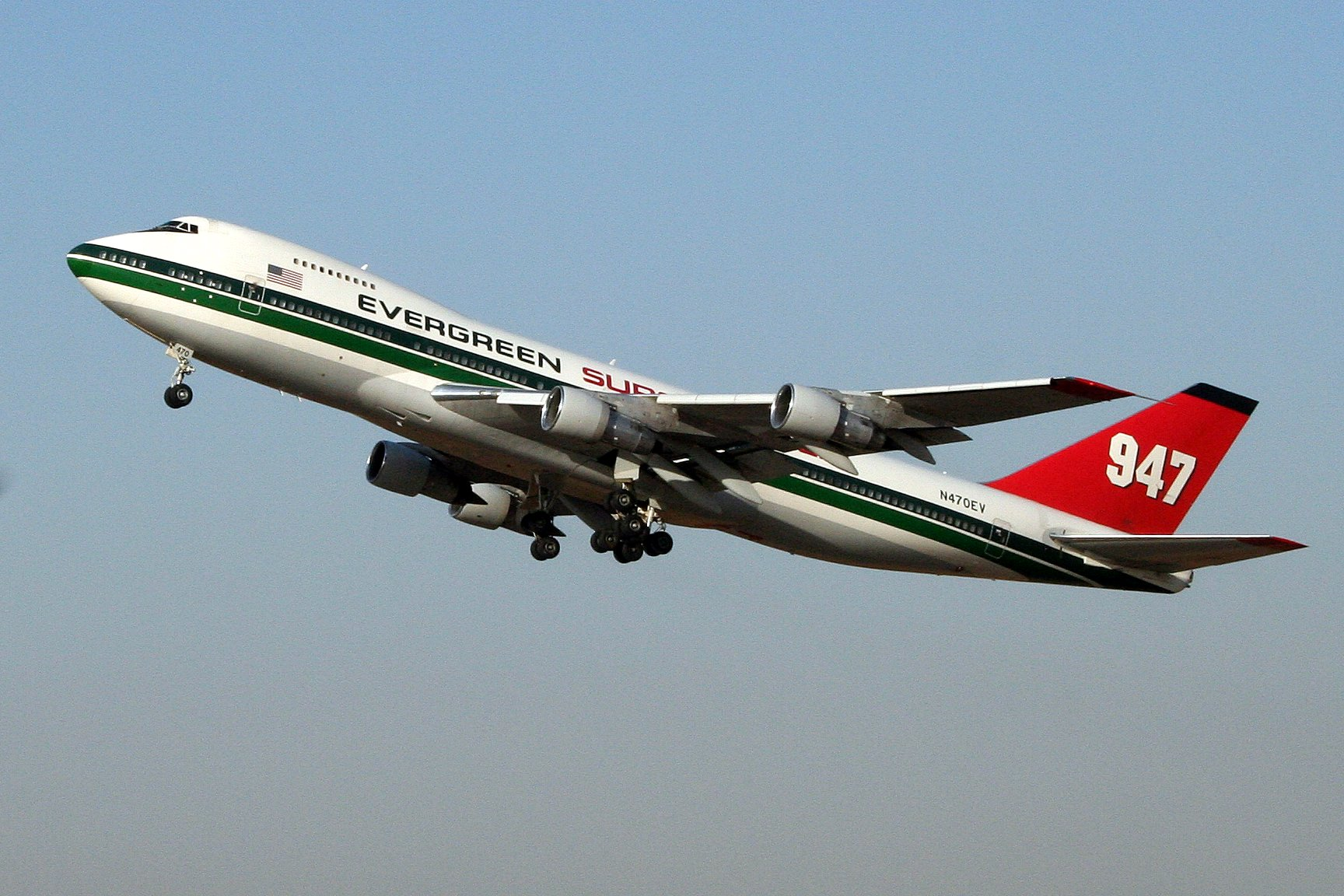
Boeing 747-273c, registration: N470EV, cn 947

Evergreen International Airlines (mã IATA = EZ, mã ICAO == EIA) là hãng hàng không vận chuyển hàng hóa của Hoa Kỳ, trụ sở ở McMinnville, Oregon. Hãng chở hàng hóa theo hợp đồng và có dịch vụ cho thuê máy bay với phi hành đoàn. Hãng cũng chở hàng cho Quân đội Hoa Kỳ và Bưu điện Hoa Kỳ. Căn cứ chính của hãng ở Sân bay quốc tế Rickenbacker, Columbus, Ohio, Sân bay quốc tế John F. Kennedy, New York và Sân bay Columbus Metropolitan, cùng 1 căn cứ ở Sân bay quốc tế Hong Kong.

## Lịch sử
Hãng được Delford Smith thành lập và bắt đầu hoạt động từ 1960 dưới tên Evergreen Helicopters. Hãng mua giấy phép của Johnson Flying Service và sau đó đổi tên thành Evergreen International Airlines. Hãng do Công ty Evergreen International Aviation (lập năm 1979), hoàn toàn làm chủ.
Hãng cũng làm chủ và điều hành nhà bảo tàng phi lợi nhuận Evergreen Aviation & Space Museum, nơi chứa Spruce Goose. Một máy bay Boeing 747 của hãng đã tham gia phim hành động Die Hard 2 trong năm 1990.
Evergreen International Airlines và Atlant-Soyuz Airlines của Moskva, đã lập 1 hãng liên doanh mới, chở hàng hóa theo tuyến đường giữa Hoa Kỳ và Trung quốc, thông qua Nga và Tây Âu.

## Các nơi đến
(Tháng 8/2006):
- Quốc nội:
  - Anchorage
  - New York
  - Chicago
- Quốc tế:
  - Nagoya, (Nhật Bản)
  - Hong Kong, (Trung quốc)
  - Thượng Hải, (Trung quốc)

## Đội máy bay
(Tháng 11/2007):

## Đội máy bay ngưng hoạt động
(Tháng 8/2006): 

## Tai nạn
- Ngày 18.3.1989: 1 máy bay DC-9 (chuyến bay 17) chở hàng từ Căn cứ Không quân Kelly bên ngoài San Antonio tới Căn cứ Không quân Tinker bên ngoài Thành phố Oklahoma, với trạm ngừng ở Căn cứ Không quân Carswell tại Fort Worth. Khi máy bay mới rời Căn cứ Không quân Carswell thì cánh cửa ở phòng chứa hàng hóa mở ra. Viên phi công xin quay ngay trở lại Carswell. Khi máy bay tới gần Căn cứ thì cửa đó mở ra hoàn toàn khiến cho máy bay nghiêng ngả sang bên trái rồi bên phải và quay, rút cuộc máy bay rớt lộn ngửa gần Saginaw, Texas. Cả hai phi công đều tử nạn.